# Чабонг (аэропорт)
Аэропорт Чабонг (ИАТА: TBY, ИКАО: FBTS) находится вблизи Чабонга, Ботсвана.

## Характеристики
Аэропорт находится на высоте 3050 футов (930 м) над среднем уровнем моря.
У него есть одна взлётно-посадочная полоса номер 03/21 длиной 1050 м.